# 후안 벨라스코 다마스
후안 벨라스코 다마스(스페인어: Juan Velasco Damas, 1977년 5월 17일, 안달루시아 주 도스 에르마나스 ~)는 스페인의 전 축구 선수이자 감독으로 현역 시절 우측 수비수로 활약하였다.
그는 현역 시절에 7개의 구단에서 활약하였는데, 도합하여 213번의 라 리가 경기에 출전해 1골을 기록하였다. 그는 해외로 나가 잉글랜드와 그리스 무대에서 뛴 적도 있다.
벨라스코는 UEFA 유로 2000 당시 스페인 국가대표팀 일원으로 참가했다.

## 클럽 경력
벨라스코는 세비야 도 도스 에르마나스 출신으로, 인근 거함 세비야 소속으로 프로 무대에 첫 발을 디뎠는데, 1996-97 시즌에 13번의 라 리가 경기에 출전했지만, 세비야는 강등의 비극을 맞이하였다. 그의 리그 첫 경기는 1997년 3월 5일, 0-2로 패한 라요 바예카노와의 원정 경기로, 이어지는 2년 동안 그는 72번의 공식 경기에 출전하여 2년차에 안달루시아 연고 구단이 1부 리그로 복귀하는데 큰 공을 세웠다.
세비야의 승격을 도운 벨라스코는 셀타 비고로 이적하여 자신의 현역 전성기를 보냈다: 2002-03 시즌, 그는 31경기에 출전하여 갈리시아 연고 구단이 사상 첫 UEFA 챔피언스리그 진출권을 획득하게 도왔다. 그러나, 그 다음 시즌, 그의 소속 구단은 강등되는 수모를 겪었다.
벨라스코는 이어지는 3년 동안 아틀레티코 마드리드(2년)와 에스파뇰에서 보냈고, 이 기간 동안 시즌 평균 22경기를 출전하였다. 2008년 2월 18일, 새해의 첫 달을 실직 상태로 보내던 그는 성공적인 시험 훈련 끝에 풋볼 리그 챔피언십의 노리치 시티 입단을 확정지었다. 시즌이 끝나고, 그는 수페르리가 엘라다의 승격 새내기 판트라키코스로 이적하였다.
1년 반 동안 그리 적지 않은 출전 횟수를 기록한 벨라스코는 2010년 1월에 같은 그리스 리그의 AEL로 이적하였다. 그는 이듬해 6월에 34세의 나이로 현역 은퇴를 하고, 2013년에 헤레스 B의 감독이 되면서 축구계에 돌아왔다.
2016년 10월 13일, 벨라스코는 엑스트레마두라의 감독이 되었다.

## 국가대표팀 경력
벨라스코는 스페인 국가대표팀 경기에 5번 출전하였는데, 첫 출전한 경기는 2000년 1월 26일, 3-0으로 이긴 폴란드와의 친선경기로 카르타헤나에서 열렸다. UEFA 유로 2000의 최종 명단에 이름을 올렸지만, 대회 본선에서 출전하지 못하고 벤치만 지켰다.

## 수상
셀타 비고
- UEFA 인터토토컵: 2000